# International Institute of Business Analysis
L'International institute of Business Analysis (IIBA, en français: Institut international de l'analyse d'affaires) est une association professionnelle à but non lucratif dans le but de soutenir et de promouvoir la discipline de l'analyse d'affaires.
IIBA a été créée en octobre 2003 et est devenue la principale association dans le monde de l'analyse d'affaires (26.500 membres dans 109 pays en 2013).
IIBA aide les analystes d'affaires à développer leurs compétences et progresser dans leur carrière en leur donnant accès à un contenu unique et pertinent. IIBA a créé le guide Business Analysis Body of Knowledge (BABOK), un recueil de connaissances au sein de la profession de B.A., reflétant les pratiques généralement reconnues en vigueur.
Les avantages des membres sont les suivants :
- Accès en ligne à des centaines de livres relatifs à la BA, y compris le Guide BABOK et travaux connexes
- Tarifs réduits pour les examens de certification CBAP et CCBA
- Accès aux webinaires réservés aux membres IIBA
- Accès à la publication mensuelle IIBA
- Accès au modèle de compétence en analyse d'affaires (BA Competency Model)
- Accès complet à la communauté IIBA

IIBA se décline en chapitres locaux. Plusieurs chapitres francophones existent (France, Québec, Montréal, Genève...). Les chapitres locaux permettent les échanges de bonnes pratiques entre professionnels de l'analyse d'affaires. Ces échanges se font aussi au niveau international à partir des remontées locales et d'enquêtes auprès des membres.
IIBA est dédiée au développement et au maintien de standards pour la pratique de l'analyse d'affaires et pour la certification et la reconnaissance des praticiens de l'analyse d'affaires. IIBA est la première organisation à offrir une certification officielle pour les professionnels de l'analyse d'affaires. La certification comprend la certification des compétences en analyse d'affaires (CCBA) et la certification professionnelle en analyse d'affaires (CBAP).
L'IIBA est membre du directoire de la fédération des organisations professionnelles en architecture d'entreprise (FEAPO). FEAPO est une association mondiale d'organisations professionnelles qui se sont réunis pour offrir un forum afin de standardiser, professionnaliser, et faire avancer la discipline de l'architecture d'entreprise.

## Sources
- (en) Cet article est partiellement ou en totalité issu de l’article de Wikipédia en anglais intitulé « International Institute of Business Analysis » (voir la liste des auteurs).